# Bonite
Bonite（ボニット）とは、カシオ計算機およびカシオ日立モバイルコミュニケーションズ（後・NECモバイルコミュニケーションズ、現・日本電気）が開発した携帯電話であるW52CA、W53CA、W61CAにケータイアレンジデータとして搭載された壁紙・メニュー・充電中画面等のテーマの一つで、黒一色で影絵のようなタッチのカツオのキャラクターが、人間と同じような生活をしているというテーマである。カシオの目指す「やさしいモノづくり（Heart Craft）」の一つである。

## 例
待受画面
- カツオが口でロープを引くと、サザエ科と思われる貝が落ちて、頭に当たる。
- 箸につままれ、金魚鉢に入れられる。
- カツオが煮られている料理がテレビで放送され、それを見て涙する。
- カツオ二匹でスープを作る。
- エビに元気よく挨拶するが、エビにハサミで挟まれる。
- 旅行ガイドを読んで、旅行している自分を空想する。
- 缶詰になった仲間に涙すると、缶の中から双葉が生えてくる。
- カツオが凍ってしまい、別のカツオがやかんでお湯をかける

他（電池残量が少なくなると、ロープを引くと電池が落ちてくるものなど、電池残量が少ないことを示す画面になる）
メニュー画面
- TV（W52CAの場合）…カツオがザリガニとタコのキャラクターが映っているテレビを見ている。
- データフォルダ…カツオが荷物を持ってきて、アンコウのような魚に食べさせている。
- 音楽（au Music Player）…サバ、マンボウ、タコなどのキャラクターがそれぞれの楽器をカツオとともに演奏する。カツオの楽器はホルン。
- microSD…カツオがmicroSDを持っていたら、マンボウがぶつかってきて落としてしまう。小さい魚が食べてしまい、探しても見つからないのでカツオは涙する。
- カメラ…カツオが魚を撮影している。
- Touch Message…カツオがエビなどにバトンを渡す。
- PCサイトビューアー…カツオが虫眼鏡でサンゴを観察している。
- EZ FeliCa…カツオがカートを押している。
- 機能設定…タコがカツオを操っている。
- 時計/カレンダー…カツオがオウムガイと思われるキャラクターと衝突してビンの中に落ち、サバ・タコにふたをされ、ラベルを貼られてしまう。
- Wシーン設定…カツオが土管のようなところを通って、別の場所に行く。
- アクセサリ…カツオが宝箱を開けて宝を取ったら、宝箱から出てきたタコに取られてしまい涙する。
- 赤外線通信（W53CAの場合）…カツオとサバがビーチボールで遊んでいる。

## アイデア
カシオがカツオをキャラクターに採用した理由は、カ「シ」オとカ「ツ」オをかけたダジャレである。

## その他情報
カツオたちはフランス語を話す。例外としてマンボウはスペイン語を話すが、「Mambo!」以外の言葉を発しない。マンボウに会ったときはカツオもスペイン語を話す。
アデリーペンギン（カシペン）等とは違い、ブラックユーモアが多く含まれている。